# Jungermannia schusterana
Jungermannia schusterana là một loài Rêu trong họ Jungermanniaceae. Loài này được J.D. Godfrey & G. Godfrey mô tả khoa học đầu tiên năm 1979.